# Marigny (Marne)
Marigny je francouzská obec v departementu Marne v regionu Grand Est. V roce 2012 zde žilo 108 obyvatel.

## Sousední obce
Angluzelles-et-Courcelles, Gaye, La Chapelle-Lasson, Pleurs, Thaas

## Vývoj počtu obyvatel
Počet obyvatel